# Ренесансов хуманизъм
Ренесансовият хуманизъм е светоглед, съсредоточен върху естеството и значението на човека и човечеството, възникнал от изучаването на класическата античност. Той се заражда в Италия и след това се разпространява в Западна Европа през XIV, XV и XVI век. В началото терминът хуманист се отнася само до учители и студенти по хуманитарни науки, на латински: studia humanitatis, които изучават латинска и старогръцка литература, граматика, реторика, история, поезия и етика. Едва през XIX век се въвежда съществителното хуманизъм вместо хуманитарни науки, (но то вече обхваща много по-широка област) а по-късно се прибавя ретронимът ренесансов, за да се разграничи от по-късните хуманистични разработки.  През годините на Ренесанса повечето хуманисти са християни, така че тяхната грижа е да „пречистят и обновят християнството“, а не да го премахнат. Тяхната визия е да се върнат „към изворите“ (ad fontes) – към простотата на евангелията и Новия завет, заобикаляйки сложността на средновековната християнска теология. 
Под влиянието и вдъхновението на класиците ренесансовите хуманисти развиват нова реторика и ново учение. Някои изследователи също твърдят, че хуманизмът формулира нови морални и граждански перспективи и ценности, предлагащи насоки в живота за всички граждани. Ренесансовият хуманизъм е отговор на това, което по-късно виггеанската историография описва като „стриктен педантизъм“, свързан със средновековната схоластика. 
Ренесансовите хуманисти се стремят да създадат гражданство, способно да говори и да пише с красноречие и яснота и по този начин способно да се включи в гражданския живот на своите общности и да подтиква другите към добродетелни и благоразумни действия. Хуманизмът, макар и създаден от малък елит, който има достъп до книги и образование, започва като културно движение, което да повлияе на цялото общество. Това е програма за съживяване на културното и литературното наследство и моралната философия на гръко-римската цивилизация. Важни центрове на ренесансовия хуманизъм има в Болоня, Ферара, Флоренция, Генуа, Ливорно, Мантуа, Падуа, Пиза, Неапол, Рим, Сиена, Венеция, Виченца и Урбино.

## Определение
Най-общо казано, полето на италианските ренесансови хуманисти от четиринадесети и петнадесети век е studia humanitatis: изучаването на хуманитарните науки. Те се стремят да възстановят културата на древните Гърция и Рим чрез тяхната литература и философия и да използват това класическо възраждане, за да предадат на управляващите класи моралните нагласи на споменатите древни цивилизации – проект, който Джеймс Ханкинс нарича „политика на добродетелта“.  Но това, какво всъщност е представлявало studia humanitatis, е предмет на много дебати. Според един изследовател,
Ранният италиански хуманизъм, който в много отношения продължава граматичните и реторичните традиции на Средновековието, не само дава на стария Тривиум ново и по-амбициозно име (Studia humanitatis), но също така увеличава неговия обхват, съдържание и значение в учебната програма на училищата и университетите, което се отразява и в собствената му обширна литературна продукция. Studia humanitatis изключват логиката, но добавят към традиционната граматика и реторика не само история, гръцки език и морална философия, но и поезията, някога продължение на граматиката и реториката, и я превръщат в най-важния член на цялата група. 
Изследвайки това определение в статията си „Променящата се концепция на studia humanitatis в ранния Ренесанс“, Бенджамин Г. Кол разглежда различните значения, които терминът придобива в течение на периода.  Около средата на четиринадесети век, когато терминът се използва за първи път сред италианските интелектуалци, това е във връзка с много специфичен текст: като възхвала на културните и морални нагласи, изразени в Pro Archia poeta на Цицерон (62 г. пр.н.е.). Тосканският хуманист Колучио Салутати популяризира термина през 1370 г., използвайки фразата за обозначаване на културата и обучението като ръководство за морален живот, с акцент върху реториката и ораторското изкуство. С течение на годините той започва да го използва за литературна възхвала на своите съвременници, но по-късно разглежда studia humanitatis като подход за редактиране и възстановяване на древни текстове и дори за разбиране на религиозна литература. Но едва в началото на петнадесети век studia humanitatis започва да се свързва с конкретни академични дисциплини, когато Пиер Паоло Вергерио в De ingenuis moribus подчертава важността на реториката, историята и моралната философия като средство за морално усъвършенстване. Към средата на века терминът е официално възприет, тъй като започва да се използва в Болоня и Падуа по отношение на университетските курсове по тези дисциплини, както и на латинската поезия, след което се разпространява на север в Италия. Първият пример за това, че обхваща всичко: граматика, реторика, история, поезия и морална философия, идва едва когато Томазо Парентучели пише на Козимо де Медичи с препоръки относно неговата библиотечна колекция, казвайки: „de studiis autem humanitatis quantum ad grammaticam, rhetoricam, historicam et poeticam spectat ac moralem“ („вижда се, че изучаването на humanitatis [хуманитарните науки] се състои в граматиката, реториката, историята и поезията, а също и в етиката“).  И така, терминът studia humanitatis има различни значения през вековете и се използва по различен начин от хуманистите в различните италиански градове-държави. И все пак той винаги се е отнасял до конкретен начин на учене – официален или не – който води до нечие морално израстване. 